# All Men Play on Ten
All Men Play on Ten è il terzo Singolo, pubblicato nel 1984, dalla band heavy metal Manowar. 

## Tracce
1. All Men Play on Ten
2. Mountains

## Formazione
- Ross the Boss - chitarra
- Joey DeMaio - basso
- Scott Columbus - batteria
- Eric Adams - voce